# Präsidentschaftswahl in Namibia 1994
Die Präsidentschaftswahl in Namibia 1994 fand am 7. und 8. Dezember 1994 statt. Als Ergebnis wurde Sam Nujoma in seinem Amt als Präsident von Namibia bestätigt.
Von insgesamt 654.189 zugelassenen Wählern wurden bei der Wahl insgesamt 485.295 gültige Wählerstimmen abgegeben. Als Wahlbeobachter traten unter anderem das Namibische Institut für Demokratie an.
Neben dieser Präsidentschaftswahl fand an diesen zwei Tagen auch die Parlamentswahl in Namibia 1994 statt.

## Wahlergebnis
| Kandidat        | Partei | Stimmen | Stimmenanteile |
| --------------- | ------ | ------- | -------------- |
| Sam Nujoma      | SWAPO  | 370.452 | 76,34 %        |
| Mishake Muyongo | DTA    | 114.843 | 23,66 %        |
| Gesamt          |        | 485.295 | 100 %          |